# Глен-Елдер (Канзас)
Глен-Елдер (англ. Glen Elder) — місто (англ. city) в США, в окрузі Мітчелл штату Канзас. Населення — 362 особи (2020).

## Географія
Глен-Елдер розташований за координатами 39°30′1″ пн. ш. 98°18′23″ зх. д. / 39.50028° пн. ш. 98.30639° зх. д. (39.500154, -98.306384).  За даними Бюро перепису населення США в 2010 році місто мало площу 1,13 км², уся площа — суходіл.

## Демографія
Згідно з переписом 2010 року, у місті мешкало 445 осіб у 193 домогосподарствах у складі 129 родин. Густота населення становила 392 особи/км².  Було 250 помешкань (220/км²).
Расовий склад населення:
| - 96,9 % — білих - 0,9 % — корінних американців - 0,9 % — азіатів - 0,4 % — чорних або афроамериканців |

До двох чи більше рас належало 0,9 %. Частка іспаномовних становила 2,0 % від усіх жителів.
За віковим діапазоном населення розподілялося таким чином: 27,0 % — особи молодші 18 років, 54,3 % — особи у віці 18—64 років, 18,7 % — особи у віці 65 років та старші. Медіана віку мешканця становила 41,2 року. На 100 осіб жіночої статі у місті припадало 100,5 чоловіків;  на 100 жінок у віці від 18 років та старших — 99,4 чоловіків також старших 18 років.
Середній дохід на одне домашнє господарство  становив 54 433 долари США (медіана — 40 500), а середній дохід на одну сім'ю — 68 277 доларів (медіана — 48 750). За межею бідності перебувало 7,4 % осіб, у тому числі 9,0 % дітей у віці до 18 років та 13,6 % осіб у віці 65 років та старших.
Цивільне працевлаштоване населення становило 231 осіб. Основні галузі зайнятості: освіта, охорона здоров'я та соціальна допомога — 23,4 %, роздрібна торгівля — 10,8 %, будівництво — 9,5 %, інформація — 9,1 %.